# Sigurd Anderson
Sigurd Anderson (22 janvier 1904-21 décembre 1990) est le 19e gouverneur du Dakota du Sud. Républicain de Webster, dans le Dakota du Sud, il occupe ce poste de 1951 à 1955.

## Jeunesse et éducation
Anderson est né à Frolands Verk, une communauté rurale près d'Arendal, dans le comté d'Aust-Agder, en Norvège, et arrive aux États-Unis à l'âge de trois ans avec sa famille pour s'installer dans le comté de Lincoln, dans le Dakota du Sud. Sigurd devient citoyen américain à l'âge de huit ans, lorsque son père devient citoyen naturalisé. Anderson est diplômé de l'école normale luthérienne de Canton, à Canton, dans le Dakota du Sud, et s'inscrit au South Dakota State College. Au cours de sa première année scolaire, Anderson souffre de scarlatine, ce qui l'empêche de retourner à l'université l'automne suivant. Afin de financer la poursuite de ses études, Anderson travaille comme ouvrier agricole et enseigne dans une école rurale à l'école Kruger n°1 dans le comté de Kingsbury. En 1928, Anderson s'inscrit à l'Université du Dakota du Sud et obtient son diplôme en 1931 avec mention et un BA et poursuit ses études pour obtenir son LL. Diplôme B de la faculté de droit de l'Université du Dakota du Sud. En 1937, il épouse Vivian Walz de Vermillion et commence à pratiquer le droit à Webster. Leur fille, Kristin Karen, est née sous l’administration d’Anderson.

## Carrière
Anderson est à deux reprises procureur de l'État du comté de Day et procureur général adjoint dans la capitale de l'État, Pierre. Avant d'être élu gouverneur, il exerce deux mandats en tant que procureur général du Dakota du Sud, de 1947 à 1951.
Le 9 juillet 1946, lors de la convention républicaine, Anderson bat IR Erickson de Vermillion ; Anderson reçoit 72 220 voix contre 68 695 voix pour Erickson.
Lors des élections générales, Anderson bat le démocrate Albert F. Ulmer par 106 502 voix contre 50 480 voix.
En 1948, Anderson est réélu sans opposition lors de la convention républicaine de Pierre. Lors des élections générales, Anderson est réélu procureur général en battant DC Walsh par 137 370 voix contre 99 724.
La réélection d'Anderson en 1952 marque la première fois qu'un candidat au poste de gouverneur du Dakota du Sud obtient plus de 200 000 voix lors d'une élection générale. Ce n’est qu’avec la réélection de Mike Rounds en 2006, plus de cinquante ans plus tard, que cela se produit à nouveau. C'est sous l'administration d'Anderson que le Conseil de recherche législative est créé. C'est également à cette époque que l'État obtient le statut de pays sans dette, pour la première fois en 40 ans.
Après son service en tant que gouverneur, il est commissaire à la Commission fédérale du commerce.
En 1964, Anderson annonce une fois de plus sa candidature au poste de gouverneur, mais perd la primaire républicaine au poste de gouverneur face à Nils Boe, qui remporte l'élection générale. Boe nomme Anderson pour combler un poste vacant de juge de circuit, poste duquel Anderson prend sa retraite en 1975.
Anderson est décédé le 21 décembre 1990 et est enterré au cimetière Webster, à Webster, dans le Dakota du Sud. L'aéroport Sigurd Anderson de Webster, dans le Dakota du Sud, porte son nom.